# Micranthocereus streckeri
Micranthocereus streckeri ist eine Pflanzenart aus der Gattung Micranthocereus in der Familie der Kakteengewächse (Cactaceae). Das Artepitheton Artepitheton streckeri ehrt den Leverkusener Kakteenfreund Willi Strecker.

## Beschreibung
Micranthocereus streckeri wächst von der Basis verzweigend mit parallelen aufrechten, kurz säulenförmigen Trieben und erreicht Wuchshöhen von bis 70 Zentimetern. Die leuchtend blaugrünen bis graugrünen Triebe werden später bräunlich und weisen Durchmesser von 5,5 Zentimetern auf. Es sind etwa 25 eng stehende Rippen vorhanden. Die ovalen Areolen sind mit bräunlicher Wolle und weißlichen Haaren besetzt. Aus ihnen entspringen etwa 30 gelbliche bis 2,3 Zentimeter lange Dornen und einige Borsten mit bis 10 Zentimetern Länge. Das deutlich ausgeprägte Cephalium ist bis 20 Zentimeter lang und 3,5 Zentimeter breit. Es besteht aus gelblich brauner Wolle von bis 1,3 Zentimeter Länge und rötlich braunen, bis 2,4 Zentimeter langen Borsten sowie einigen Dornen.
Die röhrenförmigen purpurfarbenen Blüten erscheinen in Gruppen. Sie sind bis 2,2 Zentimeter lang und weisen Durchmesser von 4 Millimeter auf. Die beerenartigen Früchte sind purpurfarben und von 1 bis 1,1 Zentimeter Länge und Durchmesser.

## Systematik, Verbreitung und Gefährdung
Micranthocereus streckeri ist im brasilianischen Bundesstaat Bahia westlich von Seabra verbreitet.
Die Erstbeschreibung erfolgte 1986 durch Werner van Heek und Louis van Criekinge.
Micranthocereus streckeri wird in der Roten Liste gefährdeter Arten der IUCN als „Critically Endangered (CR)“, d. h. vom Aussterben bedroht, eingestuft.

## Nachweise